# @サプリッ!
『@サプリッ!』（あっとサプリッ!）とは2004年4月4日から2005年9月25日まで日本テレビ系列で放送されていた生放送の情報番組である。
放送時間は毎週日曜10:55 - 13:30の2時間35分だが、途中11:30から「NNNニュースダッシュ」を挿入する。その際には、司会の東山と報道フロアの同番組キャスター・菅谷大介の掛け合いがあってから同番組に移っていた。
番組がスタートした2004年4月から半年間は、12局ネットで放送されていたが、同年9月末で打ち切ったり、放送時間を短縮する系列局が多く出た。2004年10月には、フルネットでの放送は福岡放送、長崎国際テレビとキー局の日本テレビ、11:40スタートは福島中央テレビ、テレビ新潟、中京テレビとなった。後番組は『テレつく!』と『ミラクル☆シェイプ』。
なお当番組は、ジャニーズ事務所所属のタレントがメイン司会を務める日曜昼枠の番組としては唯一の生放送であった。

## 出演者

### レギュラー
- 東山紀之（少年隊）
- 黒谷友香
- インパルス
- ベッキー
- 浜口順子
- さくら
- 假屋崎省吾
- 藤岡弘、
- 阿部哲子（日本テレビアナウンサー）

### 過去のレギュラー
- 劇団ひとり
- 倉田真由美（漫画家）
- 渡辺洋香（女流麻雀士）

### 番組に出演したゲスト
- 赤坂泰彦
- 角田信朗
- 楠田枝里子
- 高見沢俊彦
- 萩本欽一…@サプリッ!としてのインパルスが欽ちゃんの野球チームのゴールデンゴールズの広報部長に就任し、毎週野球の練習を報道している事から出演

## 「いい男投票」事件
通称パペマペ祭。2004年12月20日から25日にかけて、日テレ公式サイト内のページにおいて行なわれた「いい男投票」で、韓国の俳優ペ・ヨンジュンがトップになっているのを「ニュース速報」、「ニュース速報(VIP)」板の2ちゃんねらーが見つけ、パペットマペットを一位にしようと大規模な投票の呼びかけや連続投票を始める。この人選は「覆面を被っている男がいい男ランキング一位になる」というテレビ業界への意趣返しであると見られる。そのうちにペ・ヨンジュン公式サイトのファン掲示板で組織票の呼びかけが行われていた事が明らかになり、同掲示板が荒らされた。それだけでなく、同掲示板登録ユーザーの個人情報が誰にでも見られる場所に置かれているという個人情報管理の杜撰さが2ちゃんねらーに露見し、登録ユーザーの個人情報が流出する騒ぎになった。さらに、ペ・ヨンジュン公式サイトの利用者が避難所として利用していた掲示板の存在が明らかになり、掲示板CGIのセキュリティホールを突いた悪戯によって荒らされた(BGMに麻原ソングなどが流れるなど)。「ブロコリ(Broadband Korea)」を管理する株式会社インタラクティブメディアミックス（日本側のマネジメントオフィス）は、サイトを一時閉鎖、26日に電算機損壊等業務妨害と不正アクセスの被害届をアクセスログと共に提出したが、犯人は特定できなかった。）なお、投票結果は1位ペ・ヨンジュン、2位滝沢秀明、3位パペットマペット、4位堂本光一であった。@サプリッ側から、投票はあくまでHP上の企画であって投票結果の放映は行わないという説明があった。

## 2004年9月までネットされていた局
- 札幌テレビ
- ミヤギテレビ
- 秋田放送
- テレビ金沢
- 静岡第一テレビ
- 広島テレビ
- くまもと県民テレビ

## スタッフ
- 構成：田中直人、町山広美、金沢達也、桝本壮志、酒井健作、黒田ゆき子、大名祥子、北野克哉
- キャラクターデザイン：カオルコ
- TM：坂東秀明
- SW：木村博靖
- カメラ：望月達史
- 調整：矢田部昭
- 音声：村上正
- 照明：中瀬有紀
- クレーン：トムキャット
- 音効：石垣哲、保苅智子
- 美術：高野豊
- デザイン：道勧英樹
- 大道具：山口匡洋
- 電飾：大長隼一
- 小道具：菊池保
- 持道具：三野尚子
- 装飾：熊田康夫
- 編集：荒川雅行
- CG：アイヴリックスタジオ
- 広報：柳沢典子
- TK：塚越倫子、竹島祐子
- FD：氣賀澤宏隆、高橋康吉
- リサーチ：馬場晃、勝部直子
- デスク：木村真由美、田口美和子
- AD：菅原優香、田渕慶、清水薫
- ディレクター：塚本恭史、小川康之、才野雅彦、大貫陽、堀川勝、麻原篤、清水孝、齋藤吉彦、陣川友裕、加藤友誠、國沢恵介、井上公志、安藤英理、福田逸平太、砂井敏男、小川康之、古本世志人
- チーフディレクター：澤本文明、笹野博暉（後にP）、東海伸治
- 演出：関英一、原 司
- 総合演出：田中裕樹
- プロデューサー：寺内壯、松本浩明、荒井裕晶、関 隆、宇佐見友教
- チーフプロデューサー：安岡喜郎、吉川圭三、吉田真
- 制作協力：オフィス・トゥー・ワン、ワンズワン、TCJ、日企
- 協力：ジャニーズ事務所
- 製作・著作：日本テレビ